# Fancy My Chances with You
Fancy My Chances with You (englisch Stell Dir meine Chancen (Möglichkeiten) mit Dir vor) ist ein Lied der britischen Band The Beatles, das 2003 auf der Bonus-CD Fly on the Wall ihres Studioalbums Let It Be… Naked erschien. Es wurde von John Lennon und Paul McCartney komponiert und unter der Autorenangabe Lennon/McCartney veröffentlicht.

## Hintergrund
Fancy My Chances with You wurde 1958 von John Lennon und Paul McCartney komponiert; das Lied gehört zu den ersten gemeinsamen Kompositionen der beiden. Ende des Jahres sollen die Beatles das Lied mit einem Tonbandgerät im Haus der Familie McCartney, 20 Forthlin Road in Liverpool, aufgenommen haben. Die Aufnahme wurde von einem Freund, Derek Hodkin, gemacht. Mike McCartney spielte Schlagzeug. Das Aufnahmeband gilt als unauffindbar.
Fancy My Chances with You wurde nicht ins Liverepertoire der Beatles aufgenommen, und eine Studioaufnahme erfolgte bis 1969 nicht.
Fancy My Chances with You wurde dann am 24. Januar 1969 in den Londoner Apple Studios in der Savile Row Nr. 3 mit dem Produzenten Glyn Johns als Medley Maggie Mae/Fancy My Chances with You aufgenommen. Glyn Johns war auch der Toningenieur der Aufnahmen. Die Aufnahmen wurde live ohne Overdubs eingespielt. Weitere Aufnahmen des Liedes erfolgten nicht. Fancy My Chances with You ist der zweite Teil des Medleys und hat eine Länge von 37 Sekunden.
Anfang März 1969 übertrugen Lennon und McCartney Glyn Johns die Aufgabe, sich um die Fertigstellung des Albums zu kümmern. Das Medley wurde nicht berücksichtigt. Im April und Mai 1969 stellte Glyn Johns in den Olympic Sound Studios die erste Fassung des Albums Get Back fertig. Auf diesem befindet sich zwar Maggie Mae, aber nicht Fancy My Chances with You. Am 5. Januar 1970 wurde die zweite Fassung des Get-Back-Albums von Glyn Johns in den Olympic Sound Studios hergestellt, auf dieser befindet sich ebenfalls nicht Fancy My Chances with You. Beide Versionen des Albums von Glyn Johns wurden von den Beatles abgelehnt.
Im März 1970 erhielt Phil Spector von John Lennon, George Harrison und Allen Klein den Auftrag, das Album endgültig fertigzustellen. Spector verwendete das Lied ebenfalls nicht, aber wiederum Maggie Mae.
Besetzung:
- John Lennon: Akustikgitarre, Gesang
- Paul McCartney: Akustikgitarre, Gesang
- George Harrison: Gitarre

Am 14. November 2003 wurde Maggie Mae/ Fancy My Chances with You auf der Bonus-CD Fly on the Wall zu Let It Be… Naked veröffentlicht.
Am 15. Oktober 2021 erschien anlässlich des 50. Jahrestages die Jubiläumsausgabe des Beatles-Albums Let It Be (Super Deluxe Box), auf der sich ebenfalls das Medley Maggie Mae/ Fancy My Chances with You befindet. Die Abmischung erfolgte von Giles Martin und Sam Okell. In der dreiteiligen Dokumentation The Beatles: Get Back spielen die Beatles das Medley.